# Hideous (court métrage)
Pour les articles homonymes, voir Hideous.
Pour plus de détails, voir Fiche technique et Distribution.
Hideous est un film britannique réalisé par Yann Gonzalez et sorti en 2022.

## Synopsis
Invité principal d'une émission télévisée, l'artiste Oliver Sim se livre sur son vécu de jeune homme queer en trois parties, rythmées par une mise en scène musicale à l'esthétique de vieux film d'horreur et aux couleurs vives. 
Dans une première partie, il se présente et évoque des problèmes de confiance en lui. Ensuite, une mise en abîme le montre enfant et instaure un dialogue avec son passé tout en mettant en avant l'amour et l'admiration qu'il ressent pour sa mère. Dans la troisième partie, le protagoniste est devenu monstrueux, "hideux" comme le laissent entendre les paroles de la chanson. Il se cache et exprime une grande souffrance, dont on comprend l'origine à la toute fin du court-métrage: "Je vis avec le VIH depuis mes 17 ans". 

## Fiche technique
- Titre : Hideous
- Réalisation : Yann Gonzalez
- Scénario : Yann Gonzalez
- Photographie : Vincent Biron
- Décors : Jabez Bartlett
- Montage : Raffael Torres
- Musique : Oliver Sim
- Son : Xavier Thieulin
- Production : Friend
- Pays de production :  Royaume-Uni
- Durée : 22 minutes
- Dates de sortie : 
  - France - 15 mai 2022
  - sur MUBI à partir du 8 septembre 2022

## Distribution
- Oliver Sim
- Fehinti Balogun
- Kate Moran
- César Vicente
- Bimini
- Jamie xx
- Jimmy Somerville

## Distinctions

### Sélections
- Festival de Cannes 2022[1]
- Champs-Élysées Film Festival 2022[2]

### Récompense
- Grand Prix Labo du Festival international du court métrage de Clermont-Ferrand 2023[3]